# Kid Ory

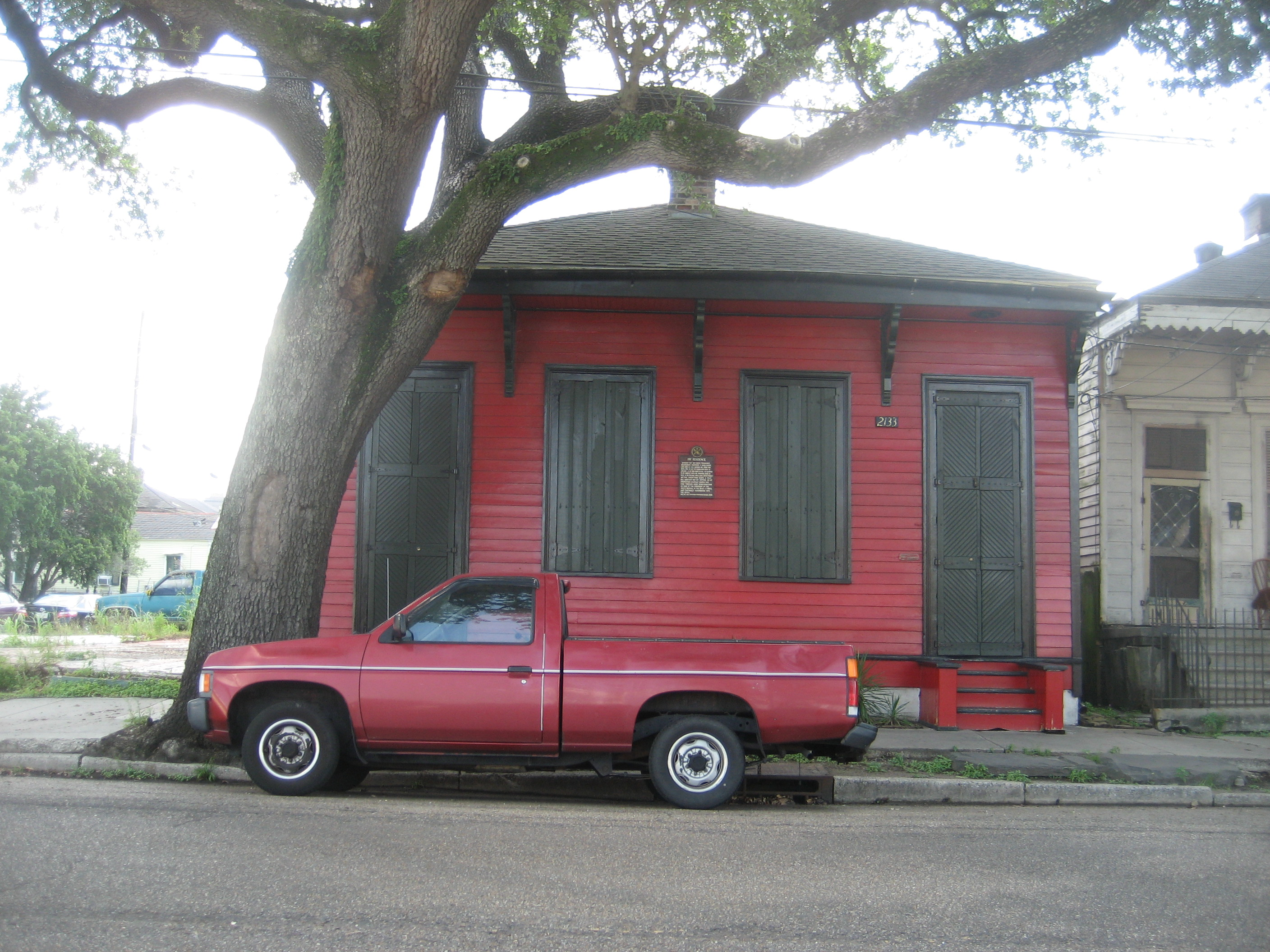
Det hus på Jackson Avenue i New Orleans i vilket Kid Ory bodde på 1910-talet.

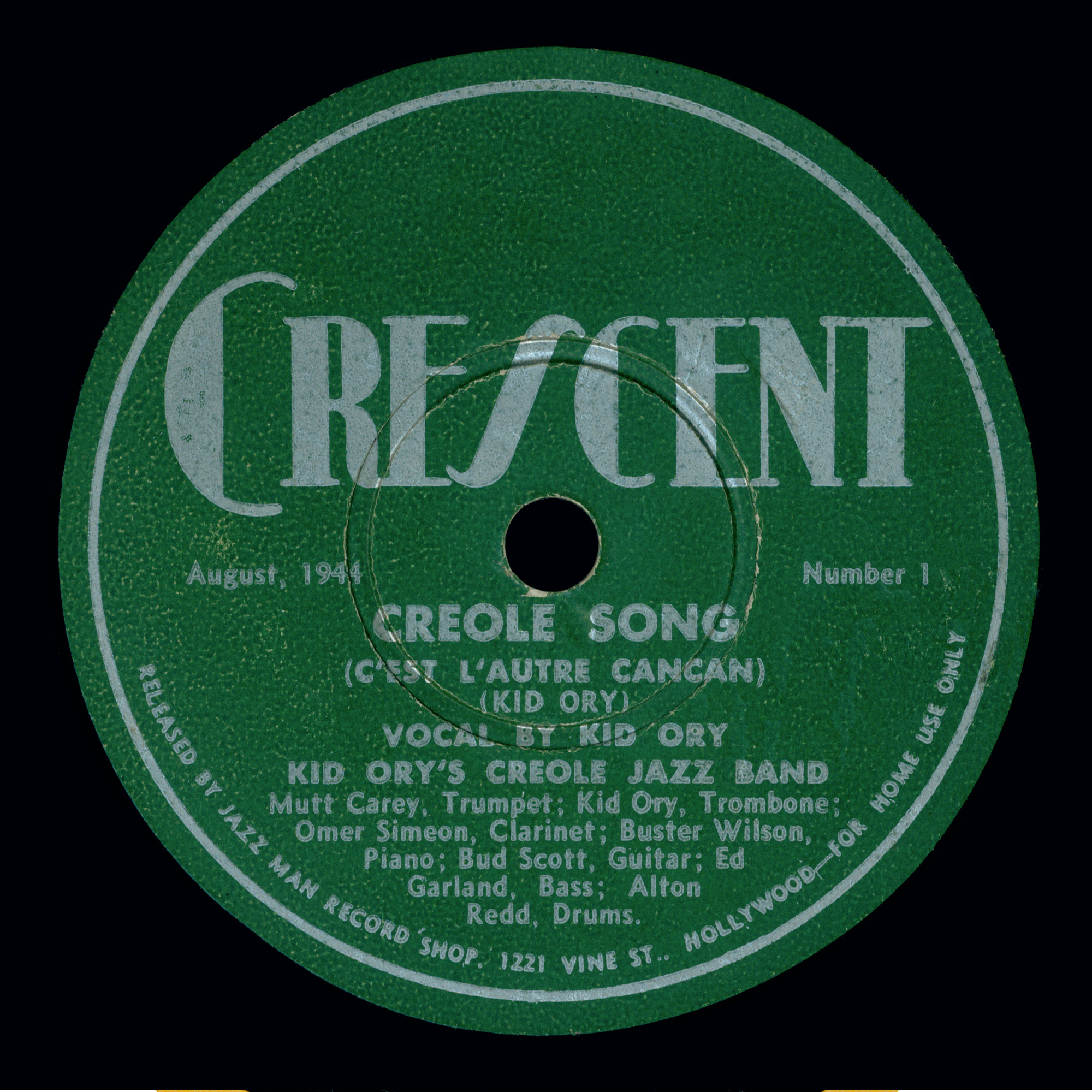
Etiketten till en skivutgåva av Kid Orys komposition Creole Song med honom själv som vokalist.

Edward "Kid" Ory, född 25 december 1886 i New Orleans-förorten La Place, Louisiana, död 23 januari 1973 i Honolulu, Hawaii, var en amerikansk jazzmusiker (trombonist) och i någon utsträckning kompositör. 
Ory tillhörde den första generationen jazzmusiker och har bland annat äran av att 1922 (för det lilla västkustmärket Nordskog) ha gjort de första jazzinspelningarna på grammofonskiva med en orkester bestående av svarta musiker från New Orleans (de allra första jazzinspelningarna hade gjorts redan 1917, dock av vita musiker). Under 1920-talet spelade Ory bland annat med Louis Armstrong (han medverkade på många av dennes berömda Hot Five- och Hot Seven-inspelningar), King Oliver, Jelly Roll Morton och Johnny Dodds.
Efter att under en längre period under 1930-talet ha upphört som aktiv musiker återupptäcktes Ory i början av 1940-talet av bland annat Orson Welles som lät Ory sätta samman ett traditionellt New Orleans-band till Welles radiosändningar. Detta ledde till en starkt förnyad popularitet för Ory som fortsatte att turnera och uppträda över hela världen nästan ända fram till sin död.
Musikaliskt utmärkte sig Ory för sin robusta, nästan primitiva, spelteknik i så kallad "tailgate-stil". Till hans mest kända kompositioner hör Muskrat Ramble och Ory's Creole Trombone.